# Црни врх (Шар-планина)
Црни врх (мкд. Црни Врв, алб. Maja e Zezë) је врх на Шар-планини висок 2.585 метара. Налази се на 20. степену 55. минуту и 28. секунди источне географске дужине у односу на Гринич и 42. степену 7. минуту и 42. секунди северне географске ширине. Најближи град му је Призрен.
То је планински врх у јужној Србији на граници са Северном Македонијом. До врха се иде гребеном који је веома узан, а стране су веома стрме. Понегде је и стеновит.